# Int’Air Îles
Int’Air Îles ist eine Fluggesellschaft auf den Komoren, die 2007 gegründet wurde und diverse Inseln der Komoren anfliegt. Bis März 2015 hieß die Fluggesellschaft Inter Îles Air. Sie ist Gründungsmitglied der Alliance Vanille.
Mitte 2017 stellte die Fluggesellschaft vorübergehend den Betrieb ein und nahm den nationalen Flugverkehr im Oktober 2022 wieder auf.

## Flugziele
Int’Air Îles bedient nationale Ziele.

## Flotte
Mit Stand Oktober 2022 verfügt die Int’Air Îles über keine aktiven Flugzeuge mehr: Zuletzt war eine Saab 340 eingesetzt worden.
Auf Grund eines Gerichtsbeschlusses musste die Fluggesellschaft die Let L-410 ( D6-NOA) an den tschechischen Leasinggeber Van Air Europe zurückgeben und verfügt nun über kein einsetzbares Flugzeug.

## Zwischenfälle
- Am 27. November 2012 stürzte eine Embraer 120ER der Inter Iles Air (Luftfahrzeugkennzeichen D6-HUA) auf dem Weg von Moroni-Hahaya (Komoren) nach Anjuan kurz nach dem Start ins Meer nördlich des Startflughafens. Alle 29 Insassen konnten gerettet werden, das Flugzeug war ein Totalschaden.[6]